# 99-та піхотна дивізія (США)
99-та піхотна дивізія (США) (англ. 99th Infantry Division (United States) — військове з'єднання, піхотна дивізія армії США. Дивізія брала участь у бойових діях Другої світової війни.
У вересні 1944 року дивізія «Шахова дошка» висадилася у французькому порту Гавр і вирушила на північний схід до Бельгії. Під час важких боїв в Арденнській битві з'єднання зазнало значних втрат, але міцно тримала оборону на визначеному рубежі. У березні 1945 року 99-та дивізія продовжила наступ до Рейнської області, форсувавши річку Рейн у Ремагені 11 березня. Після боїв у Рурській області вона вирушила на південь до Баварії, де знаходилася наприкінці війни.
99-та піхотна дивізія «Шахова» отримала свою назву від знаку розрізнення дивізії, який був розроблений після формування 99-ї дивізії в 1942 році, коли штаб дивізії знаходився в місті Піттсбург. Синьо-біла шахівниця на знаках дивізії взята з герба Вільяма Пітта, на честь якого названо Піттсбург. У 1945 році дивізія також була відома як «Бойові немовлята» — таку назву придумав кореспондент United Press, коли дивізія була вперше згадана в пресі під час битви на Виступі.

## Історія з'єднання
Вперше 99-та дивізія була сформована в Кемп-Вілері, штат Джорджія, 23 липня 1918 року. Плани передбачали, що до складу дивізії увійдуть 393-й, 394-й, 395-й і 396-й піхотні полки. Організація та навчання почалися в жовтні, але не були завершені до кінця війни в листопаді 1918 року, тому на початку 1919 року дивізію розформували. Протягом короткого існування організації не було призначено навіть командира дивізії.

### Міжвоєнний період
24 червня 1921 року дивізія була відновлена в Організованому резерві та приписана до західної частини штату Пенсільванія. Штаб дивізії було організовано в листопаді 1921 року. Формування укомплектовувалося переважно випускниками програм ROTC Технологічного інституту Карнегі, Університету Дюкейн, Пенсільванського державного університету і Пенсільванського військового коледжу.

### Друга світова війна
99-та піхотна дивізія, до складу якої входили 393-й, 394-й і 395-й піхотні полки, була активована 15 листопада 1942 року в Кемп Ван-Дорн, у штаті Міссісіпі. 10 жовтня 1944 року вона прибула до Англії. Після висадки у континентальній Франції, її передали в оперативне підпорядкування V корпусу 1-ї американської армії. З Гавру, 3 листопада дивізія висунулася до Обель, Бельгія, щоб підготуватися до виходу на лінію фронту.
Дивізія вперше взяла участь у бою 9 листопада, зайнявши сектор оборони північніше річки Роер між Шмідтом і Моншау, на фронті майже 19 миль. 16 грудня німці розпочали несподіваний для союзників наступ в Арденнах. Під час цих боїв 99-та піхотна дивізія, яка утримувала північний фланг американських військ, чисельно поступаючись п'ять до одного, завдала німцям втрат у співвідношенні вісімнадцять до одного. Дивізія втратила близько 20 % своєї чисельності, включаючи 465 убитих і 2524 евакуйованих через поранення, хвороби, виснаженість або захворювання типу «траншейна стопа»; втрати німців були набагато більшими. У північному секторі противник, що оборонявся навпроти 99-ї дивізії зазнав втрату понад 4000 загиблими і знищення 60 танків і великих гармат. Історик Джон С. Д. Ейзенхауер писав: «… дії 2-ї та 99-ї дивізій на північному фланзі можна вважати найбільш вирішальними в Арденнській кампанії».
Міцна американська оборона не дозволила військам вермахту та Ваффен-СС прорватися до великого вузлу постачання поблизу бельгійських міст Льєж і Спа та мережі доріг на захід від хребта Ельсенборн, що веде до річки Маас. Після більш ніж десяти днів інтенсивних боїв вони витіснили американців із сіл, але не змогли витіснити їх з хребта, де елементи V корпусу 1-ї армії США не допустили прориву німецьких військ до мережі доріг, що ведуть до захід.
З 21 грудня 1944 року по 30 січня 1945 року підрозділи дивізії здійснювали активне патрулювання визначених секторів та переозброєння. 1 лютого війська дивізії атакували ліс Моншау, вичищаючи його від залишків німецьких військ та патрулюючи, поки їх не змінили для відновлення боєздатності 13 лютого.
2 березня 1945 року дивізія перейшла в наступ, рухаючись у напрямку Кельна і перетнувши Ерфтський канал біля Глеша. Очистивши міста на захід від Рейну від противника, з'єднання перетнуло міст Людендорфа у Ремагені 11 числа. 99-та піхотна дивізія була першою повноцінною дивізією, яка форсувала Рейн. Американці продовжили шлях до Лінц-ам-Райн та до річки Від. 23 березня підрозділи подолали водну перешкоду та просунулися на схід по шосе Кельн-Франкфурт до Гіссена. Зустрічаючи слабкий опір, вони перетнули річку Ділл і зайняли Гіссен 29 березня. 3 квітня 99-та дивізія вийшла до Шварценау і атакувала південно-східний сектор «Рурського мішку» 5 квітня. Хоча ворог чинив запеклий опір, Рурський котел розвалився після падіння Ізерлона 16 квітня.
Останній наступ розпочався 23 квітня. 25 квітня 99-та дивізія перетнула канал Людвіга, долаючи затятий опір німецьких військ, і створила плацдарм через річку Альтмюль. 27 квітня її підрозділи форсували Дунай біля Айнінга, а 1 травня після наполегливої битви за подолання річки Ізар біля Ландсгута. 3–4 травня дивізія звільнила два трудові табори та «лісовий табір» (нім. Waldlager), пов'язаний із концентраційним табором Мюльдорф, підтабором Дахау. У звіті про завершення бойових дій зазначено, що військові дивізії знайшли 1500 євреїв, які «жили в жахливих умовах, і приблизно 600 потребували госпіталізації через голод і хворобу». До 5 травня дивізія продовжувала рухатися до Інн і Гізенгаузена до оголошення перемоги у війні.
За час ведення бойових дій 99-та піхотна дивізія зазнала 6 553 втрати: 993 військових загинули або померли, 4 177 — дістали поранень, 247 — зникли безвісти та 1 236 стали полоненими.